# Ochtiná
Ochtiná (deutsch Achten, ungarisch Martonháza – bis 1907 Ochtina) ist eine Gemeinde im Osten der Slowakei mit 535 Einwohnern (Stand 31. Dezember 2024), die zum Okres Rožňava, einem Kreis des Košický kraj, gehört und zur traditionellen Landschaft Gemer gezählt wird.

## Geographie

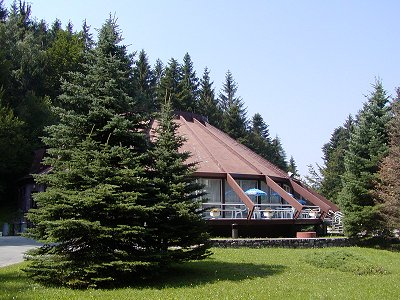
Eingangsbereich der Ochtinaer Aragonithhle

Die Gemeinde befindet sich im Südostteil des Slowakischen Erzgebirges, genauer im Unterteil Revúcka vrchovina im oberen Tal des Flüsschens Štítnik. Das Gemeindegebiet ist teilweise bewaldet, im Westen hat es einen gebirgigen Charakter, im Osten ist es eher flach bis hügelig. Es gibt hier noch Eisenerz- und Magnesitlagerstätten, unterhalb des Bergs Hrádok (810 m n.m.) befindet sich eine Aragonithöhle (siehe Sehenswürdigkeiten). Das Ortszentrum liegt auf einer Höhe von 344 m n.m. und ist 17 Kilometer von Rožňava sowie 20 Kilometer von Jelšava entfernt (Straßenentfernungen).
Nachbargemeinden sind Koceľovce im Norden, Roštár im Osten, Štítnik im Südosten, Jelšava im Südwesten und Rochovce im Nordwesten.

## Geschichte
Ochtiná wurde zum ersten Mal 1318 als Ohtina schriftlich erwähnt, entstand aber bereits im 13. Jahrhundert. 1243 befand sich ein Eisenhammerwerk auf dem heutigen Gemeindegebiet, nach einigen Angaben soll das Dorf von acht deutschen Bergmännern gegründet worden sein. Nach der Ausschöpfung der oberflächlichen Lagerstätten wurde seit dem 14. Jahrhundert Tiefbau betrieben. Das Dorf gehörte zum Geschlecht Bebek, die hier 1427 27 Porta besaßen, nach dem 16. Jahrhundert mehreren Edelmännern.
Nach den türkischen Angriffen im 16. und 17. Jahrhundert verlor Ochtiná seinen deutschen Charakter, als deutsche Familien nach den Verwüstungen auswanderten. Im 17. Jahrhundert kam es zum Aufschwung von einigen Handwerken, es gab zwei Papiermühlen, einen Hochofen und ein Hammerwerk. In der Pestepidemie 1709–1710 kamen insgesamt 418 Einwohner ums Leben. 1828 zählte man 84 Häuser und 739 Einwohner.
Bis 1918/1919 gehörte der im Komitat Gemer und Kleinhont liegende Ort zum Königreich Ungarn und kam danach zur Tschechoslowakei beziehungsweise heute Slowakei.

## Bevölkerung
| Jahr                | 1994 | 2004    | 2014    | 2024    |
| ------------------- | ---- | ------- | ------- | ------- |
| Anzahl der Personen | 503  | 551     | 533     | 535     |
| Unterschied         |      | +9,54 % | −3,26 % | +0,37 % |

| Jahr                | 2023 | 2024    |
| ------------------- | ---- | ------- |
| Anzahl der Personen | 531  | 535     |
| Unterschied         |      | +0,75 % |

Nach der Volkszählung 2011 wohnten in Ochtiná 553 Einwohner, davon 476 Slowaken, 50 Roma und jeweils fünf Magyaren und Tschechen. 17 Einwohner machten keine Angabe. 318 Einwohner bekannten sich zur evangelischen Kirche A. B., 29 Einwohner zur römisch-katholischen Kirche, 13 Einwohner zur evangelisch-methodistischen Kirche, vier Einwohner zur griechisch-katholischen Kirche und ein Einwohner zur apostolischen Kirche; ein Einwohner war anderer Konfession. 166 Einwohner waren konfessionslos und bei 21 Einwohnern ist die Konfession nicht ermittelt.
Ergebnisse nach der Volkszählung 2001 (527 Einwohner):
| Nach Ethnie: - 89,18 % Slowaken - 7,21 % Roma - 1,90 % Magyaren - 0,76 % Tschechen - 0,19 % Ukrainer | Nach Konfession: - 66,41 % evangelisch - 23,34 % konfessionslos - 7,59 % römisch-katholisch - 1,14 % griechisch-katholisch - 0,95 % keine Angabe |

## Sehenswürdigkeiten
- evangelische Kirche, ursprünglich im 13. Jahrhundert im romanisch-gotischen Stil gebaut, später gotisch gestaltet und um eine Kapelle erweitert, im Inneren befinden sich gotische Wandmalereien aus dem 14. Jahrhundert und barocke Ausstattung
- Pfarrhof im Barockstil aus dem 18. Jahrhundert
- Ochtinaer Aragonithöhle (Ochtinská aragonitová jaskyňa) südlich des Ortes, seit 1972 touristische Schauhöhle